# Assistent für Automatisierungs- und Computertechnik
Ein Assistent für Automatisierungs- und Computertechnik (kurz AC) ist ein Ausbildungsberuf in Deutschland sowie ein Bildungsgang mit staatlich anerkanntem Berufsabschluss nach Landesrecht. Die Grundregelungen zur Vergleichbarkeit dieses Berufes findet man in der Rahmenvereinbarung über die Ausbildung und Prüfung zum technischen Assistenten/zur technischen Assistentin an Berufsfachschulen. Änderung der Rahmenvereinbarung 2011. Bis zum Schuljahr 2008/2009 wurde diese Vereinbarung von den Bundesländern Berlin, Brandenburg, Mecklenburg-Vorpommern, Sachsen und Thüringen durch eigene Verordnungen umgesetzt.

## Berufsziel
Absolventen dieser Fachrichtung der Berufsfachschule sollen in der Lage sein, Steuerungen, Regelungen und Computertechnik aufzubauen, in Betrieb zu nehmen und miteinander zu vernetzen.

## Voraussetzung
Für diesen Bildungsgang ist die mittlere Reife (Fachoberschulreife) erforderlich.

## Dauer der Ausbildung
Die Ausbildungsdauer beträgt vollzeitschulisch zwei Jahre. Innerhalb dieser Zeit müssen entsprechend der gesetzlichen Regelungen verschiedene Praktika und Projektarbeiten realisiert werden.

## Schulische Inhalte
Neben den Sprachen Deutsch und technisches Englisch, der politischen Bildung und dem Sport, verfügt die Ausbildung je nach Landesrecht über unterschiedliche Inhalte und Schwerpunkte. In der Regel wird aber folgendes Themenfeld vermittelt.
Elektrotechnik:

Kombination von Fachunterricht und Laborübungen im Bereich Gleich- und Wechselstromtechnik, elektronische Bauelemente und Schaltungen (zum Beispiel Verstärker oder Logikschaltungen mit Schaltkreisen).
Messtechnik:

Kombination aus Fachunterricht und Laborübungen in den Bereichen Messinstrumente (zum Beispiel Oszilloskop, Messeinrichtungen der Automatisierungstechnik) elektrisches Messen nichtelektrischer Größen, Sensoren und Messverstärker, analoge und digitale Messeinrichtungen sowie Grundlagen zu Messfehlern.
Speicherprogrammierbare Steuerung (SPS):

Umgang mit Steuerungssystemen und deren Programmierung. Verändern bestehender Automatisierungsprojekte und Inbetriebnahme automatisierter Modelle (zum Beispiel Sortier- und Transportanlagen), Untersuchen und Inbetriebnehmen von Regelstrecken (Heizungs- und Füllstandsregelung).
Automatisierungstechnik:

Kenntnisse der Steuerung- und Regelungstechnik. Dazu gehört das Analysieren der Problemstellung, das Auffinden und Abwägen möglicher Lösungen, die Auswahl geeigneter technischer Systeme sowie der Umgang mit der technischen Dokumentation.
Technische Mechanik & CAD:

Kennenlernen mechanischer und mechatronischer Systeme sowie Grundlagen der Werkstofftechnik.
Technische Dokumentation am PC mit branchentypischer Software aus den Bereichen mechanische Konstruktion (in zwei- oder dreidimensionaler Darstellung, Stromlaufpläne der Elektro- bzw. Steuerungstechnik).
Computertechnik:

Kenntnisse über den Aufbau und die Grundfunktionsweisen eines Personalcomputers. Weiterhin werden Grundlagen im Bereich der Netzwerktechnik vermittelt.
Programmierung:

Kombination von Fachunterricht und Laborübungen im Bereich der Programmierung. Häufig verwendete Sprachen sind C++ und Turbo Pascal. Zusätzlich wird das Binär-, Hexa- und Oktalzahlensystem vermittelt und Grundlagen der Assemblerprogrammierung angeeignet.

## Abschluss
Zum Abschluss der Ausbildung muss eine sogenannte Komplexprüfung erfolgreich absolviert werden. Diese Abschlussprüfung besteht in der Regel aus mündlichen, schriftlichen und praktischen Teilen und wird nach landesrechtlichen Regelungen durchgeführt.